# Bitva na Kulikovském poli
Bitva na Kulikovském poli neboli také Bitva na Kulikově poli (rusky Мамаево побоище, Донское побоище, Куликовская битва, битва на Куликовом поле, Kulikovskaja bitva) proběhla 8. září 1380 na Kulikovském (Kulikově) poli při řece Donu mezi vojsky Zlaté hordy a vojsky ruských knížectví vedených moskevským knížetem Dmitrijem Ivanovičem. Mongolsko-tatarská vojska v ní byla ruskými vojsky poražena, kníže Dmitrij na základě tohoto významného vítězství obdržel přízvisko Donský. Jeho protivník emír Mamaj byl nucen uprchnout a později byl úkladně zavražděn.
Přestože vítězstvím mongolská nadvláda nad severovýchodní Rusí neskončila, bitva je tradičně považována za bod zvratu, kdy mongolský vliv začal slábnout a moc Moskvy začala stoupat.

## Situace před bitvou

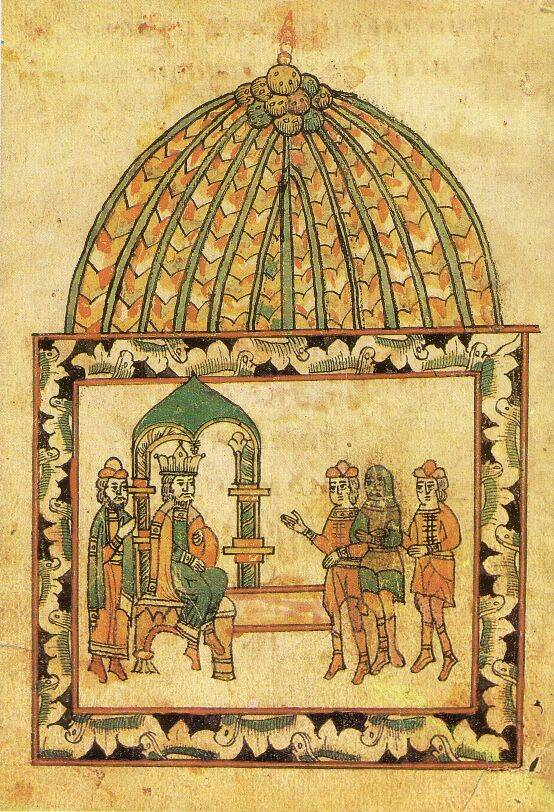
Kníže Dmitrij na setkání se zajatcem Zlaté hordy

Po expanzi Mongolů ve 13. století až do českých zemí, kde byli poraženi králem Václavem I., se nájezdnická vojska stáhla do stepí na dolním toku Volhy, kde jako nástupce mocné mongolské veleříše vznikl nový státní útvar zvaný Ulus Džuči, mnohem známější pod názvem Zlatá horda. Knížectví na Rusi se vůči němu dostala do vazalského postavení. Podmínky k otevřenému střetnutí dozrály za panování moskevského knížete Dmitrije Ivanoviče (1359–1389). Emír Mamaj, kterému se podařilo ovládnout západní část Zlaté hordy, se rozhodl uspořádat mohutné tažení na Rus, aby zamezil její politické emancipaci a obnovil poplatnou závislost. Když se v červenci 1380 dostala do Moskvy zpráva o pohybu mongolsko-tatarských vojsk, shromáždilo se do konce srpna téhož roku v Moskvě ruské vojsko.

## Bitva

### Vojenské síly

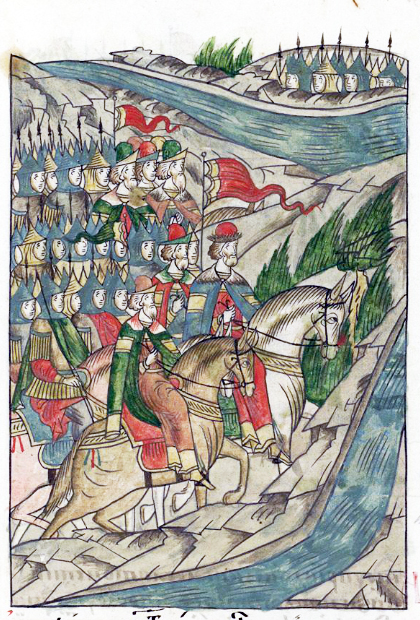
Kníže Dmitrij táhne na Kulikovské pole, ilustrace ze 16. století

Na ruské straně se především shromáždila aliance vojsk tehdejších knížectví severovýchodní Rusi, z těch důležitějších Běloozero, Jaroslavl, Rostov a mnoha menších, všechna pod vedením Dmitrije Ivanoviče, knížete moskevského a velkoknížete vladimirského. Přítomnost všech zúčastněných není jednoznačná a pečlivě se rekonstruuje z dobových pramenů a hmotných památek historiky a archeology, patrně ne všechna důležitá knížectví se bitvy zúčastnila, zcela určitě chyběla vojska Nižního Novgorodu a Tveru (vyjma Kašinského knížectví, které nabylo nad Tverem samostatnosti roku 1375).
K mongolsko-tatarským vojskům pod vedením emíra Mamaje se měla připojit vojska litevská a rjazaňská, ta však do doby bitvy nedorazila. Přesto mongolská vojska byla posílena, a to o žoldnéře z východní Evropy, mezi něž patřili i Janované.
Velikost ruských vojsk byla zhruba poloviční oproti tatarsko-mongolským, odhady silně kolísají od 150 do 60 tisíc na ruské a od 300 do 125 na tatarsko-mongolské straně.

### Průběh bitvy

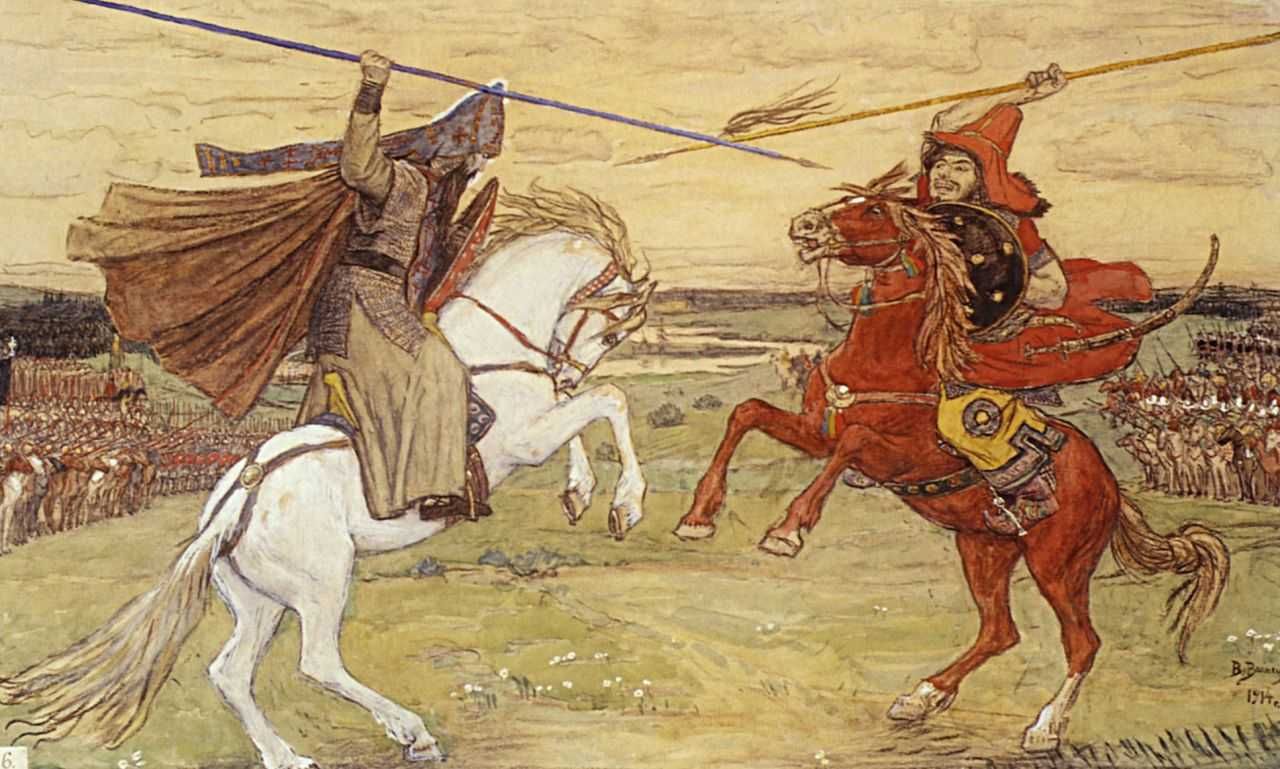
Souboj sv. Alexandra s Temirem Mirzou krátce před bitvou

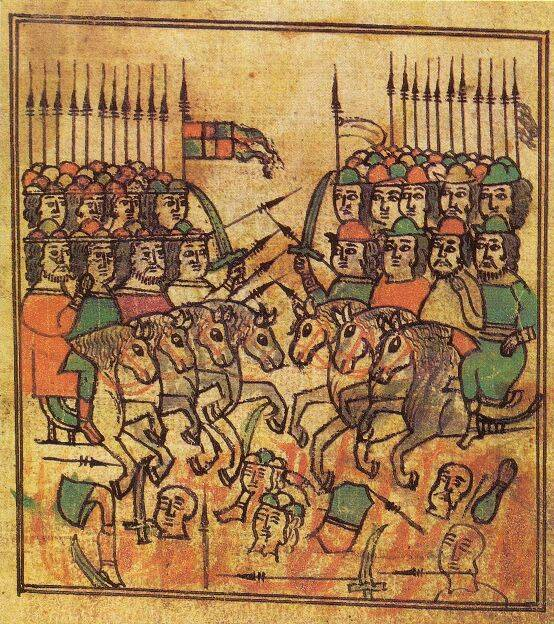
Ilustrace ze 17. století

Mlha zabránila započít bitvu v ranních hodinách a ke střetu došlo okolo poledne. Bitva začala soubojem dvou bojovníků. Prvý vyrazil Tatar Temir Murza, vychloubal se a vyzýval protivníka z ruské družiny. Proti němu vyjel mnich Trojického monastýru Alexander Peresvět. Oba se na sebe vrhli a vzájemně se zabili. Jejich souboj byl znamením k bitvě. Po zhruba třech hodinách byla mongolsko-tatarská vojska poražena a dala se na útěk. Mamaj pozoroval celý boj z blízkého pahorku Červený chlum a na poslední chvíli uprchl. Na pahorku nyní stojí památník kulikovské bitvy.
Kníže Dmitrij byl nalezen po bitvě v bezvědomí. Brnění měl na několika místech proražené, ale sám byl jen lehce zraněn.

### Dozvuky
Později na břehu řeky Kalky, nedaleko bojiště Bitvy na řece Kalce z roku 1223, dostihl Mamaje jeho soupeř ve Zlaté hordě Tochtamiš a uštědřil zbytkům jeho vojska další porážku. Poté se Mamaj uchýlil do Kaffy, kde byl zavražděn.

## Význam bitvy
I když v ruských dějinách je bitva na Kulikovském poli oslavována jako zásadní vítězství, neznamenala ještě osvobození Rusi od Zlaté hordy. Ta v roce 1382 dobyla Moskvu a přinutila Dmitrije Donského přijmout poddanství, které bylo oficiálně ukončeno až o 100 let později, roku 1480. Bitva však byla znamením slábnutí mongolské síly a vzestupu Moskvy, která rozšiřovala svou moc postupnou anexí okolních knížectví. I v tomto období však Moskva kolaborovala se Zlatou hordou, například Nižnij Novgorod byl získán v roce 1392 jako odměna od chána za poskytnutou vojenskou podporu proti jednomu z jeho rivalů.

## Středověké rukopisy

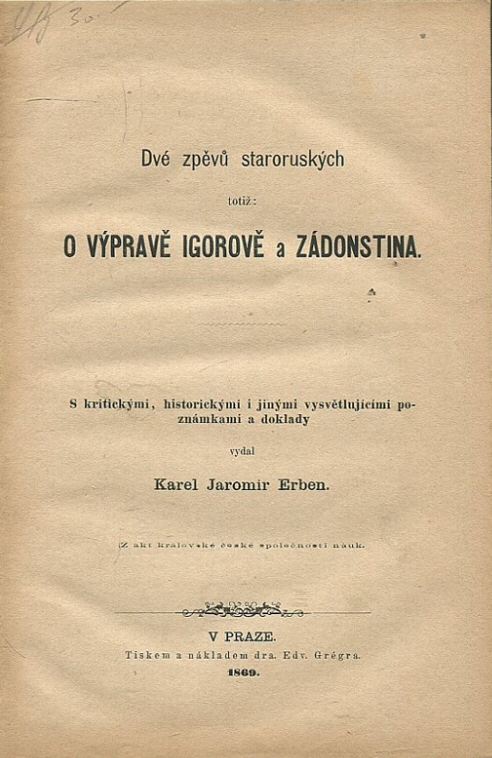
Zádonština, první české vydání, překlad Karel Jaromír Erben

Středověké ruské rukopisy Pověst o porážce Mamajově a Zádonština z konce 14. a z počátku 15. století jsou nejstarším dokladem o bitvě na Kulikovském poli. Do češtiny poprvé přeložil Zádonštinu Karel Jaromír Erben, vyšla spolu se Slovem o pluku Igorově roku 1869.